# タイラー・ウィルソン (野球)
フィリップ・タイラー・ウィルソン（Philip Tyler Wilson, 1989年9月25日 - ）は、アメリカ合衆国バージニア州リンチバーグ出身の元プロ野球選手（投手）。右投右打。

## 経歴

### プロ入り前
2010年のMLBドラフト35巡目（全体1057位）でシンシナティ・レッズから指名されたが、この時は入団しなかった。

### プロ入りとオリオールズ時代
2011年のMLBドラフト10巡目（全体305位）でボルチモア・オリオールズから指名され、プロ入り。契約後、傘下のルーキー級ガルフ・コーストリーグ・オリオールズでプロデビュー。A-級アバディーン・アイアンバーズでもプレーし、2球団合計で8試合に先発登板して防御率1.91・27奪三振の成績を残した。
2012年はA級デルマーバ・ショアバーズとA+級フレデリック・キーズでプレーし、2球団合計で25試合に先発登板して10勝10敗・防御率3.84・143奪三振の成績を残した。
2013年はA+級フレデリックとAA級ボウイ・ベイソックスでプレーし、2球団合計で27試合に先発登板して8勝6敗・防御率4.09・118奪三振の成績を残した。
2014年はAA級ボウイとAAA級ノーフォーク・タイズでプレーし、2球団合計で28試合に先発登板して14勝8敗・防御率3.67・157奪三振の成績を残した。オフの11月20日に40人枠入りした。
2015年はAAA級ノーフォークで開幕を迎え、5月18日にメジャー初昇格を果たした。5月20日のシアトル・マリナーズ戦でメジャーデビュー。この年メジャーでは9試合（先発5試合）に登板して2勝2敗・防御率3.50・13奪三振の成績を残した。
2016年は先発またはロングリリーフで投げるなどいわゆるスウィングマンとしての起用が中心だった。この年は24試合（先発13試合）に登板して4勝6敗・防御率5.27・55奪三振の成績を残した。
2017年9月1日にDFAとなり、5日にマイナー契約に切り替わった。この年は9試合（先発1試合）に登板して2勝2敗・防御率7.04・9奪三振の成績を残した。オフの11月6日にFAとなった。

### LG時代
2018年1月5日にKBOリーグ（韓国プロ野球）のLGツインズと契約した。2018年、LGで26試合に登板、9勝、防御率3.07、2019年もLGで30試合に登板、14勝、防御率2.92を記録。2020年は10勝、防御率4.42と前年より成績が悪化し、同年限りで自由契約選手となった。

### 現役引退後
肘の故障もありLG退団後は引退し、2021年より故郷のアメリカ合衆国バージニア州の不動産業で働いている。

## 投球スタイル
よく動く速球を軸に制球よく投げて打たせるのが身上。

## 詳細情報

### 年度別投手成績
| 年 度    | 球 団    | 登 板 | 先 発 | 完 投 | 完 封 | 無 四 球 | 勝 利 | 敗 戦 | セ 丨 ブ | ホ 丨 ル ド | 勝 率 | 打 者 | 投 球 回 | 被 安 打 | 被 本 塁 打 | 与 四 球 | 敬 遠 | 与 死 球 | 奪 三 振 | 暴 投 | ボ 丨 ク | 失 点 | 自 責 点 | 防 御 率 | W H I P |
| -------- | -------- | ----- | ----- | ----- | ----- | -------- | ----- | ----- | -------- | ----------- | ----- | ----- | -------- | -------- | ----------- | -------- | ----- | -------- | -------- | ----- | -------- | ----- | -------- | -------- | ------- |
| 2015     | BAL      | 9     | 5     | 0     | 0     | 0        | 2     | 2     | 0        | 0           | .500  | 149   | 36.0     | 39       | 1           | 11       | 1     | 1        | 13       | 0     | 0        | 14    | 14       | 3.50     | 1.39    |
| 2016     | BAL      | 24    | 13    | 0     | 0     | 0        | 4     | 6     | 0        | 0           | .400  | 414   | 94.0     | 110      | 15          | 24       | 1     | 4        | 55       | 2     | 0        | 57    | 55       | 5.27     | 1.43    |
| 2017     | BAL      | 9     | 1     | 0     | 0     | 0        | 2     | 2     | 0        | 1           | .500  | 70    | 15.1     | 22       | 3           | 4        | 1     | 1        | 9        | 1     | 1        | 14    | 12       | 7.04     | 1.70    |
| 2018     | LG       | 26    | 26    | 1     | 1     | 0        | 9     | 4     | 0        | 0           | .692  | 689   | 170.0    | 158      | 11          | 35       | 1     | 6        | 149      | 10    | 1        | 63    | 58       | 3.07     | 1.13    |
| 2019     | LG       | 30    | 30    | 1     | 0     | 0        | 14    | 7     | 0        | 0           | .667  | 763   | 185.0    | 171      | 7           | 44       | 1     | 10       | 137      | 6     | 0        | 77    | 60       | 2.92     | 1.16    |
| 2020     | LG       | 25    | 25    | 0     | 0     | 0        | 10    | 8     | 0        | 0           | .556  | 628   | 144.2    | 161      | 13          | 39       | 0     | 8        | 109      | 3     | 1        | 81    | 71       | 4.42     | 1.38    |
| MLB：3年 | MLB：3年 | 42    | 19    | 0     | 0     | 0        | 8     | 10    | 0        | 1           | .444  | 633   | 145.1    | 171      | 19          | 39       | 3     | 6        | 77       | 3     | 1        | 85    | 81       | 5.02     | 1.45    |
| KBO：3年 | KBO：3年 | 81    | 81    | 2     | 1     | 0        | 33    | 19    | 0        | 0           | .635  | 782   | 499.2    | 490      | 31          | 118      | 2     | 24       | 395      | 19    | 2        | 221   | 189      | 3.40     | 1.22    |

### 背番号
- 63（2015年 - 2017年）
- 35（2018年 - 2020年）